# Batalha de Wanat
A Batalha de Wanat ocorreu em 13 de julho de 2008, quando cerca de 200 insurgentes talibãs atacaram tropas americanas e afegãs perto de Quam, no distrito de Waygal, na província do Nuristão, no extremo leste do Afeganistão.
O Talibã cercou a base remota e seu posto de observação, atacando-a a partir de Quam e das terras agrícolas circundantes, destruíram grande parte das munições pesadas americanas, atravessaram suas linhas e entraram na base principal antes de serem repelidos por artilharia e aeronaves. Os Estados Unidos alegaram terem matado pelo menos 21 combatentes talibãs, com nove soldados estadunidenses mortos e 27 feridos, e quatro soldados do Exército Nacional Afegão feridos.

## Investigações
Um dos vários ataques a postos avançados remotos, a batalha de Wanat foi descrita como um dos mais sangrentos ataques do Talibã durante a guerra. Em contraste com ataques anteriores, desde atentados bombistas à beira de estradas até emboscadas aleatórias, este ataque foi bem coordenado; os combatentes de diferentes grupos insurgentes conseguiram atingir com precisão equipamentos essenciais, como um lançador de mísseis filo-guiados, através de um esforço sustentado e disciplinado.
A batalha tornou-se foco de debate nos Estados Unidos gerando "um grande interesse e escrutínio entre profissionais militares e observadores externos", principalmente devido ao relativo "número significativo de baixas da coalizão". Várias investigações foram empreendidas sobre os eventos que levaram à batalha. A investigação inicial foi concluída em agosto de 2008. Em julho de 2009, o senador James Webb solicitou que o Exército dos Estados Unidos investiga-se formalmente a batalha e a investigação anterior. O tenente-general Richard F. Natonski realizou outra investigação no final de 2009, que levou a ordens de repreensão para a cadeia de comando. Em junho de 2010, o Exército dos Estados Unidos revogou as reprimendas, declarando que não houve negligência e mencionando sobre os soldados que "pelo seu valor e sua habilidade, defenderam com sucesso suas posições e derrotaram um inimigo determinado, habilidoso e adaptável".

## Antecedentes
Em 2008, as forças da OTAN no sudeste do Afeganistão enviaram patrulhas de sub-companhias para a fronteira com o Paquistão para interromper o fluxo de fornecimentos para os talibãs provenientes das Território Federal das Áreas Tribais administradas pelo Paquistão. Estas forças da ISAF estabeleceram pequenas bases de patrulha, que foram alvo de ataques regulares das forças talibãs.

## Batalha
Por volta das 4h20 do dia 13 de julho, as forças talibãs abriram fogo contra a base com metralhadoras, lança-rojões RPG e morteiros. Outros 100 guerrilheiros atacaram o posto de observação a partir das terras agrícolas a leste.
O ataque inicial atingiu o espaldão de morteiros da base operacional avançada (FOB), destruindo o morteiro de 120mm e detonando o estoque de munição de morteiro. Em seguida, os insurgentes destruíram o lançador de mísseis TOW montado no Humvee dentro do posto avançado de combate com fogo coordenado de foguetes não-guiados RPG. Em pouco tempo, as duas armas mais pesadas da base foram destruídas, com a subsequente explosão do morteiro de 120mm lançando mísseis antitanque contra o posto de comando da base.
Do ponto de vista americano, a situação mais grave foi o ataque concentrado numa pequena equipa situada no pequeno posto de observação conhecido como "TOPSIDE", aninhado entre rochas debaixo de uma árvore localizada a 50-70m da base principal. O primeiro tiro atingiu com precisão, ferindo ou atordoando todos os soldados presentes. O Pfc. Tyler Stafford foi expulso de sua posição de metralhadora ao lado do Spc. Matthew Phillips, que continuou a lançar granadas contra os agressores antes de ser mortalmente ferido. O Cpl. Jason Bogar disparou centenas de tiros com seu fuzil-metralhador até que ele travasse, antes de cuidar dos ferimentos de Stafford. Depois que um RPG feriu o Sargento Ryan M. Pitts, Bogar aplicou um torniquete em sua perna antes de manejar outra arma. Bogar então saltou do bunker do posto avançado para chegar perto o suficiente para matar os insurgentes que atiravam contra os homens do hotel da vila. Uma vez fora do bunker, ele foi baleado no peito e morto. Os soldados sobreviventes correram do posto avançado para o posto principal, deixando Pitts para trás. Sozinho, Pitts conseguiu impedir que os talibãs tomassem a sua posição até que seus camaradas retornassem, duas horas depois, e ele fosse evacuado para receber cuidados médicos. O Sargento Ryan M. Pitts receberia a Medalha de Honra pelos seus atos.
Quatro soldados norte-americanos foram mortos nos primeiros 20 minutos de batalha – outro morreu depois – e pelo menos outros três ficaram feridos. Três vezes, equipes de soldados da base principal enfrentaram o fogo dos talibãs para reabastecer o posto de observação e transportar os mortos e feridos.
As tropas americanas responderam com metralhadoras, granadas e minas Claymore. Os canhões de artilharia em Camp Blessing dispararam 96 tiros de obuses de 155mm. Os talibãs romperam brevemente o arame-farpado do posto de observação antes de serem rechaçados. Depois de quase meia hora de intensos combates no posto de observação, apenas um soldado – o Sgt. Pitts – permaneceu. Ele foi gravemente ferido e lutou sozinho até a chegada de reforços. Dois soldados norte-americanos, o comandante do pelotão, o 1º Tenente Jonathan P. Brostrom, de 24 anos e natural do Havaí, e o Cabo Jason Hovater, foram mortos ao tentar entregar munição ao posto de observação. Os soldados norte-americanos foram por vezes expulsos das suas fortificações pelo que consideraram serem granadas, mas que na verdade eram pedras atiradas pelos atacantes. Brostrom, Hovater e outro soldado podem ter sido mortos por um insurgente que penetrou no perímetro do arame-farpado.
Helicópteros de ataque AH-64 Apache e um drone não-tripulado Predator armado com mísseis Hellfire chegaram à base cerca de 30 minutos após o início da batalha. Durante a batalha, os soldados norte-americanos foram reabastecidos pelo helicóptero UH-60 Blackhawk com apoio de fogo dos AH-64 Apaches. As tropas feridas foram evacuadas para o vizinho Camp Wright, onde membros da Tropa E, 2/17 de Cavalaria, 101ª Divisão Aerotransportada esperariam para rearmar e reabastecer os UH-60 e AH-64. Mais tarde, um bombardeiro B-1B Lancer, um A-10 e um avião F-15E Strike Eagle foram chamados. Os militantes retiraram-se cerca de quatro horas depois. Depois que os militantes recuaram, seguiram-se operações de limpeza e os talibãs retiraram-se da cidade.

Nove soldados americanos foram mortos no ataque, principalmente no posto de observação. Os americanos reivindicam que entre 21 e 65 militantes foram mortos e outros 20 a 40 feridos, mas as forças da Coalizão encontraram apenas dois corpos talibãs após a batalha. O ataque teve o maior número de mortes de tropas americanas no país desde a Operação Red Wings, três anos antes.